# 中郷区

上越市の地域自治区。当区は南部に位置する。

中郷区（なかごうく）は、新潟県上越市南部に位置する地域自治区。全域が旧中頸城郡中郷村にあたり、同村の上越市への合併とともに2005年1月1日に設けられた。

## 地理

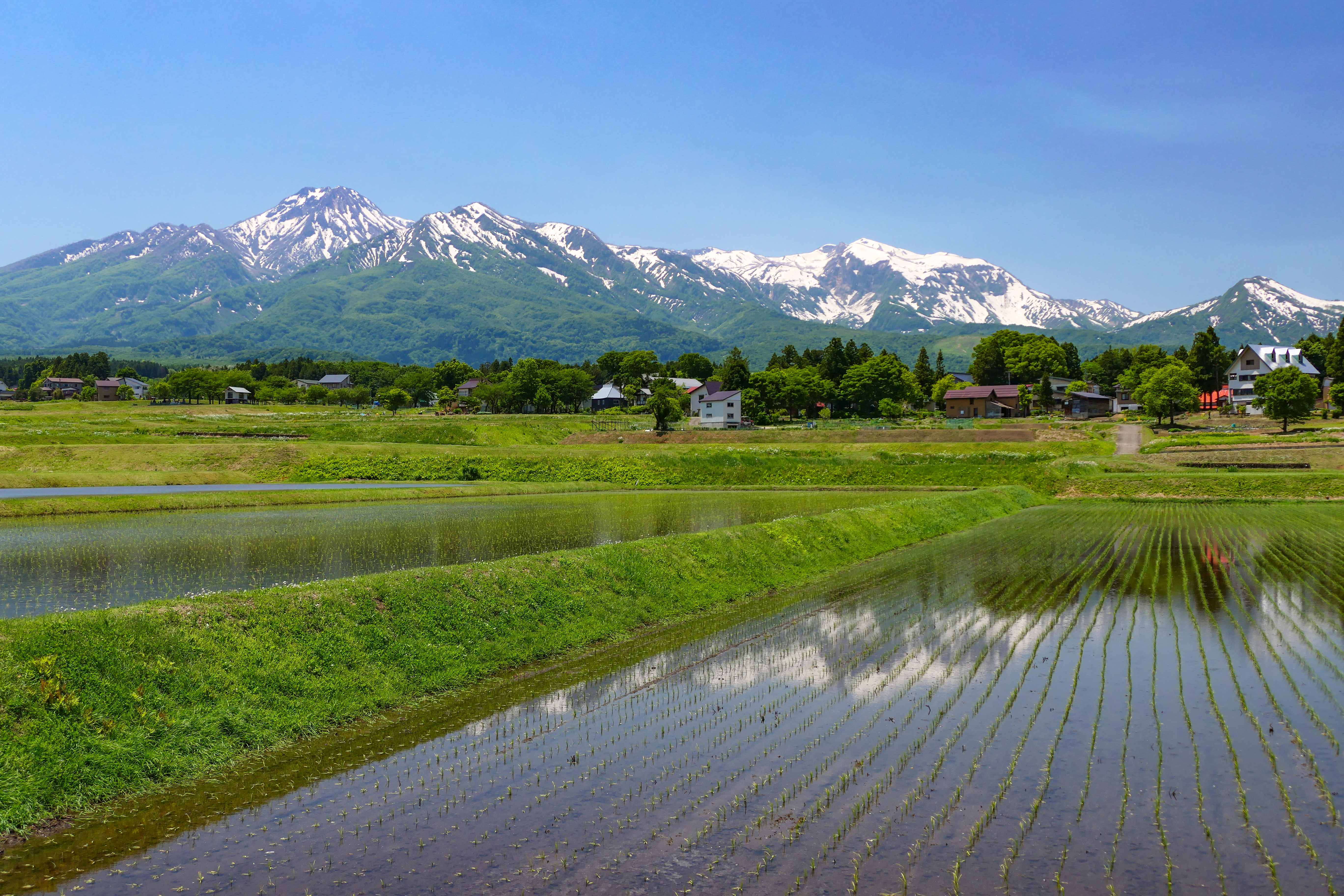
区内より望む頸城山塊

北西側の一部分が名立区に接する以外はほぼ四方を妙高市に囲まれ、また、鉄道・道路とも少なくとも妙高市を経由せずには上越市内の他の地区への行き来が不可能であり実質的に上越市内の飛び地となっている。
- 河川：渋江川

## 産業
- 主な産業
  - 日本曹達二本木工場

このほか、陸上自衛隊関山演習場が立地する。

## 教育
- 上越市立中郷小学校
- 上越市立中郷中学校

## 交通

### 鉄道路線
- えちごトキめき鉄道妙高はねうまライン
  - 二本木駅

### バス
新井タクシー、アイエムタクシーによる乗合タクシーが運行されている（朝のみ定期便あり）。

### 道路
- 高速道路
  - 区内にあるインターチェンジ：上信越自動車道
中郷IC
- 一般国道
  - 国道18号
- 都道府県道
  - 新潟県道217号二本木岡川新井線
  - 新潟県道261号西野谷二本木停車場線
  - 新潟県道344号坂本新田新井線
  - 新潟県道360号関山中郷線
  - 新潟県道584号新井中郷線

## 名所・旧跡・観光スポット・祭事・催事
- 妙高サンシャインランド
- 二本木駅のスイッチバック・歴史的建造物群
- 泉縄文公園
- 片貝縄文資料館
- 中郷夏祭り（8月）
- 中郷区民体育祭（8月）